# Дюплантье, Марио
Марио Франсуа Дюплантье (фр. Mario François Duplantier) — французский музыкант и художник, наиболее известный как барабанщик метал-группы Gojira. Он зарекомендовал себя как техничный барабанщик, использующий полиритмические паттерны и характерные джазовые вставки и барабанные брейки. Занимается живописью и рисованием с 2009 года.
Дюплантье рано проявил интерес к музыке и начал играть на барабанах в возрасте одиннадцати лет. В 1996 году он вместе со своим старшим братом Джо Дюплантье основал дэт-метал-группу Godzilla. После периода самообучения он поступил в школу барабанщиков Agostini и в 1998 году стал соучредителем группы Empalot. В 2001 году Godzilla сменила название на Gojira и выпустила свой дебютный альбом Terra Incognita. Его сайд-проект Empalot был приостановлен в 2004 году во время повышения популярности Gojira. Дюплантье приобрёл разнообразный опыт, играя в самых разных стилях: экстремальный метал, джаз, рок и фанк. Он выставлял свои картины во Франции в 2010 году. Также у Марио есть своя онлайн-галерея, где он периодически выставляет свои новые работы. Долгое время вёл видео-проект в Instagram под названием "Evil Mario", который временно приостановлен.
Имеет двойное гражданство Франции и США.
За время своей карьеры Дюплантье получил международное признание. Его называют «одним из самых ритмически и технически изобретательных барабанщиков метала». Профессиональные музыкальные журналисты, журналы и опросы читателей назвали его одним из «лучших метал-барабанщиков мира».

## Стиль игры
Дюплантье известен своей техничной, ритмичной, точной игрой на ударных с активным использованием двойной бас-бочки, полиритмическими рисунками, среднетемповым грувом, точными сбивками на томах, джазовыми брейками и бласт-битами. Грэм Хартманн из Loudwire заявил, что «Марио — один из самых ритмически и технически изобретательных барабанщиков метала». Себастьян Бенуа из журнала Batterie Magazine отметил, что его стиль игры на барабанах и креативность позволили ему выделяться на фоне «правил экстремального жанра». Музыкальный журналист Спенсер Кауфман из Loudwire прокомментировал, что «его искусная игра на барабанах придаёт цвет и оттенок фирменному светлому и тёмному звучанию Gojira, переходя от бласт-битов к груву и даже к включению джазовых элементов в громовые ритмы группы». Лоран Бендахан из Batteur Magazine упоминал о его «чувстве экспериментатора», а также «его тайминге» и «взрывной атаке». Журнал Revolver описал его стиль игры как переход «от взрывной волны экстремального металла к джазовым вставкам и к мощным зажигательным битам, которые правят мош-питом».
Благодаря постоянному развитию звучания Gojira Дюплантье успел поиграть в различных музыкальных стилях, включая техничный дэт-метал, трэш-метал, прогрессивный метал, грув-метал, постметал, авангардный метал. Он разогревается более чем за час до выступления. Живые выступления Gojira часто включают его барабанные соло как часть программы. Иногда Дюплантье играет на гитаре во время живых выступлений, когда он и его брат Джо меняются местами. Он тренируется на ударных по четыре-пять часов в день.
Дюплантье упоминает Шона Рейнерта из Death и Cynic, Ларса Ульриха из Metallica и Игоря Кавалера из Sepultura как наиболее повлиявших на него барабанщиков.

## Дискография

### Gojira
Студийные альбомы
- Terra Incognita (2001)
- The Link (2003)
- From Mars to Sirius (2005)
- The Way of All Flesh (2008)
- L’Enfant sauvage (2012)
- Magma (2016)
- Fortitude (2021)

Мини-альбомы
- Maciste All’Inferno (2003)
- End of Time (2012)

Демо
- Victim (как Godzilla) (1996)
- Possessed (как Godzilla) (1997)
- Saturate (как Godzilla) (1999)
- Wisdom Comes (как Godzilla) (2000)

### Empalot
- Brout (демо, 1999)
- Tous aux Cèpes (студийный альбом, 2002)
- Empalot en Concert (концертный альбом, 2004)